# قائمة مجلدات طوكيو غول

غلاف المجلد الأول من سلسلة المانغا تظهر فيه شخصية كن كانيكي

طوكيو غول وتتمتها طوكيو غول: ري بالإضافة للمانغا القصيرة السابقة طوكيو غول: جاك هي سلسلة مانغا يابانية للكاتب سوي إيشيدا. الروايات الخفيفة من كتابة شين توادا ورسم سوي إيشيدا. تدور القصة حول الشخصية الرئيسية كن كانيكي وبعض رفاقه بالإضافة إلى وحدة مكافحة الغيلان.
تتكون السلسلة الأولى من 14 مجلد تانكوبون، حيث صدرت من 17 فبراير، 2012 إلى 17 أكتوبر، 2014. تتم حاليا ترجمة السلسلة إلى الإنجليزية والألمانية والفرنسية. تصدر حاليا طوكيو غول: ري، تتمة طوكيو غول، اسبوعيا في مجلة يونغ جمب الأسبوعية. وصدر حتى الآن 5 مجلد تانكوبون، اعتبارا من 1 مارس، 2016.

## طوكيو غول
| - 001. 'مأساة' - 002. 'ظاهرة غريبة' - 003. 'الأسوأ' - 004. 'قهوة' - 005. 'مناطق الغذاء' | - 006. 'غريزة العودة' - 007. 'خِداع' - 008. 'كاغون' - 009. 'فقس' |

| - 010. 'أنتيك' - 011. 'قناع' - 012. 'مهمة' - 013. 'حمامة بيضاء' - 014. 'وابل المطر' - 015. 'الأم والإبنة' | - 016. 'حبس' - 017. 'قناع الأرنب' - 018. 'متوحش' - 019. 'تحت الارض' |

| - 020. 'البوابة البيضاء' - 021. 'تعازي' - 022. 'جريدة' - 023. 'إختفاء' - 024. 'نصل مخفي' - 025. 'تنوير' | - 026. 'غريم' - 027. 'ثلاثة أشخاص' - 028. 'دائرة' - 029. 'مادو' |

| - 030. 'مرارة' - 031. 'يوريكو' - 032. 'الذواقة' - 033. 'تملق' - 034. 'إنزلاق' - 035. 'معركة فردية' | - 036. 'تحضير' - 037. 'عشاء' - 038. 'تقطيع الأوصال' - 039. 'وليمة' |

| - 040. 'دعوة' - 041. 'ضوء القمر' - 042. 'كحت' - 043. 'ندبة' - 044. 'تجسد' - 045. 'جناح أسود' | - 046. 'شعلة' - قصة جانبية: 'ريزي ' - 047. 'الاسم المستعار' - 048. 'عظمة الأذن' |

| - 049. 'طائر حبيس' - 050. 'بانغو' - 051. 'مرسوم' - 052. 'نهب' - 053. 'محاضرة' - 054. 'الأوغيري' | - 055. 'خطة' - 056. 'تلَوي ' - 057. 'هرب' - 058. 'ابتسامة مشوهة' |

| - 059. 'مُغلق' - 060. 'بمعنوية عالية' - 061. 'ضوء خافت' - 062. 'كانيكي' - 063. 'غول' - 064. 'إزعاع' | - 065. 'كاكوجا' - 066. 'استئصال' - 067. 'لَوم' - 068. 'لقاء بالصدفة' |

| - 069. 'ذلك اليوم' - 070. 'أخ وأخت' - 071. 'شخصان' - 072. 'منتصف الطريق' - 073. 'شرارة' - 074. 'إصرار' | - 075. 'سر' - 076. 'منارة' - 077. 'المبنى رقم 7' - 078. 'إنحراف' - 079. 'ضوء جديد' |

| - 080. 'ترقية' - 081. 'مرؤوس' - 082. 'شخص ذكي' - 083. 'كاهن' - 084. 'ناشئ' | - 085. 'عين واحدة' - 086. 'زائر' - 087. 'إشاعات' - 088. 'غير آمن' - 089. 'خُدعة' |

| - 090. 'مطاردة' - 091. 'جَلَد' - 092. 'سيدة' - 093. 'طُعم' - 094. 'نوايا الأشخاص' - 095. 'مسكن مؤقت' | - 096. 'تسلل' - 097. 'قمر مُنحسر' - 098. 'أعماق' - 099. 'المجهول' - 100. 'حريشة' |

| - 101. 'خلط' - 102. 'اسود وابيض' - 103. 'ساسوري' - 104. 'غاز' - 105. 'أنا' - 106. 'صفح' | - 107. 'تصدع' - 108. 'إصطناعي' - 109. 'الرجل المشنوق' - 110. 'عودة' - 111. 'سكة حديدية' |

| - 112. 'إطفاء الأنوار' - 113. 'نشر الجناحان' - 114. 'متشابك' - 115. 'محطم ومنهار' - 116. 'لقاء ثاني' - 117. 'حقل أرزٍ جاف' | - 118. 'فتح' - 119. 'ذكريات قديمة' - 120. 'توكا' - 121. 'هدف' |

| - 122. 'كيسوزو (جرس أصفر)' - 123. 'الجبهة الداخلية' - 124. 'طرق الحديث' - 125. 'الجنة المُدمرة' - 126. 'الخطيئة الأصلية' - 127. 'كلاب وقرود' - 128. 'أمل المدينة' | - 129. 'المسرح' - 130. 'هوس الإنتصار' - 131. 'أسئلة متجددة' - 132. 'مهرجان مفتوح' |

| - 133. 'قوة هائلة' - 134. 'التغلب على المأساة' - 135. 'المطر النهائي' - 136. 'السجن الخفي' - 137. 'فيضان الزهور' - 138. 'أزهار الجثث' | - 139. 'اضطراب لطيف' - 140. 'صوت حاد' - 141. 'طفل جريح' - 142. 'حفلة صاخبة' - 143. 'كن' |

## طوكيو غول: ري
| - 01. 'عظمة' - 02. 'الدَفّة المعهود بها والثعبان المرعب' - 03. 'جرس' - 04. 'الجبان و السيد، البصيرة و الجثة' - 05. 'الأشخاص المثابرون' | - 06. 'مقامرة سيئة للتملك' - 07. 'أشخاصٌ في الظلام' - 08. 'العميل' - 09. 'مشاعر موروثة' |

| - 10. 'الحد الزائف' - 11. 'قيمة الانتظار' - 12. 'أرواح ذابلة' - 13. 'اه، دم، مطر' - 14. 'متأثر بالقافية' - 15. 'مجهود عظيم' | - 16. 'الصواب' - 17. 'رائج' - 18. 'إبحار' - 19. 'حفلة' - 20. 'حركة دائرية' |

| - 21. 'اختيار' - 22. 'مشوه' - 23. 'بيري' - 24. 'شعور بالإهتمام' - 25. 'أمر' - 26. 'أه' - 27. 'نداء إلى الداخل' | - 28. 'الوضع في اضطراب' - 29. 'البحث عن العش' - 30. 'تجمد' - 31. 'بيوت' - 32.1. 'جوكر' |

| - 31.5.'مع المعلم' - 32. 'كُل واهرب' - 33. 'اعتناق الكتب' - 34. 'بحالة جيدة' - 35. 'تبعية' - 36. 'فجأة' - 37. 'سر الجثة' | - 38. 'M محددة' - 39. 'عُمق' - 40. 'شامِل' - 41. 'مُبدع الـ F' |

| - 42. 'الخيط' - 43. 'صوت كاشف' - 44. '#' - 45. 'الخطة T' - 46. 'C°' - 47. 'مباراة' - 48. 'N.T.' | - 49. 'إشارة نبض' - 50. 'يد' - 51. 'قرار' - 52. 'حواء' |

| - 53. 'حُلم' - 54. 'طفل مولود' - 55. 'أليس و' - 56. 'الملك الثاني' - 57. 'ابتسامة نادمة' - 58. 'إرهاق هزلي' - 59. 'ركوع!' | - 60. 'خيوط الدم' - 61. 'الإينت' - 62. 'تقبل العقوبة' - 63. 'شجرة دُفنت وهى حية' |

| - 64. 'التهام الأحشاء' - 65. 'خطوات متثاقلة' - 66. 'الحارس القديم' - 67. 'تحول الروح' - 68. 'حجز ذو التصنيف S' - 69. 'تولِ التطهير' - 70. 'الأرنب الرعدي' | - 71. 'الأمل و المُعاناة' - 72. 'إغماء وإرسال' - 73. 'زهرة' - 74. 'EF' - 75. 'بيضة K' |

| - 76. 'نُدرة خاملة' - 77. 'مصرع تافه' - 78. 'التهم' - 79. '100p' - 80. 'اعطني أسنانًا' - 81. 'سلسلة من اللؤلؤ' | - 82. 'اعطني قلبك' - 83. 'سمعت صوت أغلاق البوابة' - 84. 'الأجنحة الموهوبة' - 85. 'الصندوق الأبيض' - 86. 'قوس قزح أبيض' |

## قصص جانبية

### طوكيو غول: [جاك]
وهي مانغا قصيرة تدور أحداثها حول أريما قبل بداية أحداث طوكيو غول.
| م. | تاريخ الإصدار  | ردمك |
| -- | -------------- | ---- |
| 1  | 18 أكتوبر 2013 | —    |

### طوكيو غول: [زاكي]
كتاب رسومات لمختلف شخصيات طوكيو غول.
| م. | تاريخ الإصدار  | ردمك                   |
| -- | -------------- | ---------------------- |
| 1  | 17 أكتوبر 2014 | ISBN 978-4-08-890068-1 |

## روايات خفيفة
جميع هذه الروايات الخفيفة من كتابة شين توادا ورسم سوي إيشيدا.
| الرقم | العنوان                                        | تاريخ الإصدار  | ردمك              |
| ----- | ---------------------------------------------- | -------------- | ----------------- |
| 1     | Tokyo Ghoul: Hibi (طوكيو غول: أيام)            | 3 يوليو 2013   | 978-4-08-703296-3 |
| 2     | Tokyo Ghoul: Kūhaku (طوكيو غول: مساحة فارغة)   | 19 يوليو 2014  | 978-4-08-703320-5 |
| 3     | Tokyo Ghoul: Sekijitsu (طوكيو غول: أيام ماضية) | 19 ديسمبر 2014 | 978-4-08-703340-3 |